# Morten Nielsen (poète)
Pour les articles homonymes, voir Nielsen.
Morten Nielsen, né à Aalborg le 3 janvier 1922 et mort à Copenhague le 29 août 1944 , est un poète danois.

## Œuvre traduites en français
- Guerriers sans armes [« Krigere uden vaaben »], trad. de Pierre Grouix, Montpellier, France, Éditions Grèges, 2013, 69 p.  (ISBN 978-2-915684-35-3)